# Francisco de Paula Santander
Francisco José de Paula Santander (Villa del Rosario de Cúcuta, 2 de abril de 1792 — Bogotá, 6 de maio de 1840) foi um jurista, revolucionário, militar e político colombiano. É considerado o "libertador da Colômbia". Foi o quarto presidente de seu país.
É conhecido como "O Homem das Leis" e o "Organizador da Vitória".
Foi vice-presidente da Grã-Colômbia no período de 1819-1827 (encarregado do poder executivo) e presidente da República de Nova Granada, entre 1832 e 1837.

## Biografia
Francisco de Paula Santander Omaña nasceu em 2 de abril de 1792, na vila do Rosário, em Cúcuta. Seus pais foram Juan Agustín Santander Colmenares (que havia sido governador da província de San Faustino de los Ríos e produtor de cacau) e Manuela Antonia de Omaña Rodríguez, ambos pertencentes a famílias crioulas descendentes de funcionários coloniais chegados ao então Novo Reino de Granada. Sua infância transcorreu em fazendas de café, cana-de-açúcar e cacau de seu pai, que descendia de uma antiga família de funcionários e militares.
Em 1805, viajou a Bogotá para estudar no Colégio Maior de São Bartolomeu. Obteve a beca em 1805 e o grau de bacharel em filosofia em 1808. Quase concluía seus estudos de direito na universidade São Tomás em 1810 quando foi surpreendido, nas ruas, pela eclosão da guerra de independência.

### Guerra de Independência
Santander se alistou como recruta voluntário nas fileiras patrióticas e chegou a subtenente porta-bandeira do Batalhão de Infantaria de Guardas Nacionais, o famoso Quinto Batalhão da União. Foi parte da Inspeção Militar, da Comissão de Guerra na Junta Suprema e colaborou com Antonio Baraya na Campanha do Norte e na Guerra da Federação contra as forças centralistas de Cundinamarca depois de haver anexado Mariquita. Ascendeu sucessivamente a tenente e capitão em menos de um mês em 1812. Foi ferido e feito prisioneiro durante o assédio a Bogotá pelas forças centralistas. Posteriormente, o general Antonio Nariño o libertou e o enviou para ajudar Simón Bolívar em sua campanha no norte.
Em 1813, Santander não participou da "Campanha Admirável" de Bolívar em território venezuelano. Santander, em apoio ao coronel Manuel de Castillo, que se negara a seguir até Caracas, permaneceu na povoação de La Grita, que havia capturado. Já com o posto de sargento-mor, Bolívar pediu-lhe que defendesse os vales de Cúcuta. Com inferioridade numérica, foi vencido pelos realistas, embora tenha obtido algumas vitórias, defendendo ou recuperando os vales de Cúcuta e parte da Venezuela.
Em 1814, foi promovido a coronel. A partir de 1816, participou da retirada do exército libertador nos Llanos, embora o seu comando deste exército tenha durado pouco devido à resistência dos soldados em serem comandados por um militar alheio à região e que, anteriormente, havia recusado o cargo por considerar-se incompetente em dirigir os llaneros rebeldes à disciplina militar. Mas então, de acordo com o compromisso de Páez, enterrou sua espada no solo, declarou que preferia morrer com ela enterrada a concordar que o compromisso não fosse feito da forma adequada, e ganhou certo respeito de que ganharia lutando ao lado de Páez. Foi comandante da Segunda Brigada de Cavalaria, vencendo em El Yagual. Após a batalha de Cachirí (1816), se juntou à luta na Venezuela, tomando parte em toda a campanha do centro até Caracas em 1818. Também participou da campanha de Barinas, da campanha de Guayana e de confrontos como Fuerte Brión, Hato del Yagual, Achaguas, Bancolargo, Guayabal, Calabozo, El Sombrero, La Puerta, Barbacoas, Acurén, Ortiz e Rincón de los Toros.
Em 1818, ascendeu a general de brigada e, com experiência como oficial do Estado-Maior e comandante (comandara os batalhões Piar, Apure e Bajo Caroní, a Segunda Brigada de Cavalaria e a Primeira Divisão de Linha do Bajo Caroní), foi encarregado de organizar as forças em Casanare para a ofensiva final. Depois de ações como Termópilas de Paya, Pantano de Vargas e Gámeza, onde foi ferido à frente das tropas, e de cruzar Pisba, foi decisivo, com seu exército, para a vitória de Bolívar na batalha de Boyacá em 1819, onde rodeou o inimigo e o perseguiu, evitando que ele se reorganizasse. Ao final, o coronel espanhol José Maria Barreiro se rendeu ao Exército Patriota, comandado por Santander, o "herói de Boyacá".

### Execuções ordenadas por Santander
Em 1819, Santander ordenou o fuzilamento do general espanhol José María Barreiro e 38 companheiros deste na Praça Maior de Bogotá. Barreiro enviou, a Santander, seu diploma e suas insígnias de maçom de alto grau, acreditando que Santander o consideraria um irmão, mas este apenas respondeuː "a pátria acima da maçonariaǃ" Parece estranha essa afirmação, visto que Santander era maçom, porém Santander renunciou às lojas maçônicas e, em um artigo de 1823 no jornal O Patriota, assegurou que "o homem é antes um cidadão que um maçom e, como cidadão, tem deveres muito estritos e sagrados com a sociedade, e a autoridade temporal deve proibir a sociedade dos franco-maçons se esta, em lugar do compromisso a que se obriga de favorecer e ajudar seus irmãos, impede a observância das leis".
Em um informe a Bolívar, revisou, detalhe por detalhe, sua decisão. Os "Escritos políticos de Santander", compilados por Jorge Orlando Melo, mencionam que "o general de divisão Francisco de Paula Santander, vice-presidente de Cundinamarca, apresenta ao governo da república e aos povos do mundo civilizado os motivos e razões que o obrigaram a ordenar a execução de 38 oficiais espanhóis prisioneiros na campanha de 1819, verificada na cidade de Bogotá em 11 de outubro do mesmo ano. Bogotá, 31 de outubro de 1819."
Da mesma forma, um civil espanhol chamado Juan Francisco Malpica, que manifestou satisfação pelas execuções realizadas pelos europeus na época do Terror e que se refugiou na catedral à espera do retorno do marechal de campo Pablo Morillo, foi fuzilado a mando de Santander.

### Vice-presidência da Grã-Colômbia
Conseguida a independência, Santander foi eleito vice-presidente do Estado de Cundinamarca, que incluía todo o atual território da Colômbia. Antes de assumir a vice-presidência e o poder executivo na ausência de Bolívar, era comandante do corpo do exército de vanguarda, com a artilharia e os batalhões "Caçadores" e "1° de linha", os engenheiros, a companhia de carabineiros, o esquadrão "Dragões", os Guias do General, os regimentos "Lanceiros nº1" e "Lanceiros nº2", o esquadrão "Invictos de Arauca" e o esquadrão "1º do Meta" com as divisões de vanguarda e retaguarda.
Em 1821, Santander foi eleito vice-presidente da Colômbia no Congresso de Cúcuta, cargo que exerceu até 1826, para depois ser reeleito até 1828. O cargo havia sido ocupado de forma pouco frutífera durante dois anos por Francisco Antonio Zea, Antonio Nariño, José María del Castillo y Rada e Juan Germán Roscio e acumulava as funções de chefe de estado e chefe de governo devido à ausência de Simón Bolívar, ocupado na guerra de libertação do Peru, Equador e Bolívia.
Enquanto o presidente Bolívar realizava as Campanhas do Sul, o vice-presidente Santander exerceu o poder executivo até 1827.
Os pedidos de Bolívar por dinheiro e soldados para sua campanha no Peru não puderam ser atendidos por Santander, uma vez que se tratava de uma guerra no estrangeiro, e o artigo 128 da Constituição de Cúcuta somente se referia a casos de "comoção interior", priorizando a organização das forças da república contra possíveis tentativas de reconquista vindas do norte. No entanto, Santander lutou no congresso para que fosse aprovada uma lei que permitisse a ajuda a Bolívar.
A maior parte do orçamento do país se destinava à guerra e à manutenção do exército. Santander nomeou Manuel Antonio Arrubla e Francisco Montoya como agentes do governo para conseguir recursos no exterior. Em 1824, se conseguiu um empréstimo de mais de 4 000 000 de libras esterlinas junto à B. A. Goldschmidt & Co. Estes recursos foram utilizados para cobrir parcialmente as necessidades do governo, pagar dívidas e reativar as atividades agrícola e mineira.
Finalmente, o apoio militar e econômico que Bolívar solicitara a Santander para a campanha de liberação do Peru terminaram chegando com a aprovação legislativa, pois, sem a liberação do Peru, a independência da América estaria sempre ameaçada.
Em 1826, após o regresso vitorioso de Bolívar, foi confirmada a eleição de Bolívar para presidente e Santander para vice. Em 28 de outubro do ano seguinte, ao receber a coroa cívica, Bolívar a tomou em suas mãos, declarou que o povo colombiano era o único credor dela, se dirigiu ao general Santander, lhe colocou a coroa e disseː "o vice-presidente, como primeiro do povo, merece esta coroa".

### Crise com Bolívar
Além da tensão do apoio à Campanha do Sul, a ideologia também dividiu os dois líderes. Santander defendia um estado federal, em que o presidente e os militares tivessem limites em seu poder. Já Bolívar defendia um estado unitário, onde o poder seria detido por um presidente vitalício. A visão de Bolívar era continental, e as de Santander e José Antonio Páez na Venezuela e Juan José Flores no Equador eram mais regionais.
Frente ao setor civilista que Santander representava, surgiu um setor militarista, relutante em aceitar os formalismos legais e constitucionais, temeroso de que o poder jurídico se sobrepusesse ao heroísmo militar, especialmente o representado por Bolívar. Se formaram, então, os grupos santanderista (ou civilista) e bolivariano (ou militarista), o que distanciou, cada vez mais, os dois líderes. Os bolivarianos defendiam a implantação da constituição bolivariana na Grã-Colômbia, constituição que implicava no caráter vitalício da presidência e na inexistência de eleições. Santander e seus adeptos preferiam manter a constituição que se havia firmado na vila do Rosário.
A tensão aumentou em 1826, quando Páez entrou em conflito com a autoridade de Santander e quis separar a Venezuela da Colômbia durante o movimento conhecido como La Cosiata. Santander pediu a Bolívar que arbitrasse a questão. Bolívar deu a razão a Páez, o que não foi bem-recebido pelos santanderistas. Por outro lado, depois de ser conhecida em Bogotá a sublevação do coronel José Bustamante em Lima, os inimigos de Bolívar organizaram festejos públicos que tiveram a participação de Santander. Além disso, o agitador Vicente Azuero redigiu um documento difamatório contra Bolívar e a constituição bolivariana que foi assinado por Santander e outros membros do governo.
Em setembro do ano seguinte, Bolívar assumiu a presidência no lugar de Santander. Este foi, então, eleito deputado pela província de Bogotá na convenção de Ocaña em 1828, onde defendeu os princípios republicanos.
Em 25 de setembro de 1828, emissários dos opositores de Bolívar invadiram o palácio de São Carlos com o objetivo de assassinar Bolívar. Este, no entanto, conseguiu fugir por uma janela graças à ajuda de Manuela Sáenz.
Depois de um processo, Santander foi acusado de traição e considerado culpado pelo atentado. Foi humilhado e condenado a morrer fuzilado pelas costas, porém sua pena foi comutada para exílio.
As revoltas continuaram enquanto se agravava o estado de saúde de Bolívar. O Peru declarou guerra à Colômbia, e a Venezuela se proclamou independente em janeiro de 1830 e desterrou Bolívar. Este, então, renunciou à presidência da Colômbia. Ocorreu a dissolução da Grã-Colômbia. Em dezembro, pouco antes de morrer, Bolívar escreveuː "não termos nos entendido com Santander nos prejudicou a todos".

### Presidente de Nova Granada
Com o fortalecimento do setor civilista, Santander foi chamado de volta do exílio (que foi cumprido na Europa e nos Estados Unidos). Após a assinatura da constituição de 1832, foi oferecido, a Santander, interinamente, o cargo de presidente da república. Ele também recuperou os títulos militares e honras de que fora despojado quando do exílio. Santander recebeu a notícia de sua eleição para presidente quando estava nos Estados Unidos. A eleição ocorreu em 9 de julho, porém Santander só assumiu o cargo quando regressou a Bogotá em 7 de outubro de 1832.
Seu mandato interino terminou em 1 de abril de 1833, porém foi, em seguida, eleito para o cargo de presidente de Nova Granada pelos quatro anos seguintes. Durante sua administração, apoiado por dirigentes do porte de Vicente Azuero, seu principal colaborador, exerceu uma política liberal, como a que havia exercido como vice-presidente da Grã-Colômbia. Seu governo deu estabilidade ao novo país, e fortaleceu suas relações diplomáticas.

#### Educação pública
A principal preocupação de Santander foi a educação pública, pois ele acreditava que esta havia sido a principal razão de ser da revolução, e que uma nação em formação precisava de homens capazes de levar esta adiante. Para fortalecer a educação pública, Santander criou os chamados colégios santanderinos, dedicados não somente ao ensino médio (o ensino básico era oferecido nas escolas) mas também ao ensino superior, com cursos como teologia, filosofia, direito e medicina. Muitos desses colégios existem até hoje, sendo alguns de ensino médio e outros de ensino superior. No total, criou vinte "grandes colégios" nas capitais da maioria das províncias. Os colégios foram criados com um espírito liberal e laicista, inclusive com forte influência utilitarista, baseada na leitura crítica de Jeremy Bentham. Criou universidades, colégios e centros culturais na Venezuela, Cundinamarca, Cáli (Santa Librada) e Quito, a Universidade do Cauca e a Universidade Central (atual Universidade Nacional da Colômbia).

#### Economia
Quanto à fazenda e à economia nacional, o governo de Santander foi o primeiro a iniciar o desmonte da estrutura fiscal colonial, ao eliminar os impostos de alcabala e os direitos de exploração. Embora tenha mantido o monopólio sobre o tabaco, promoveu sua exportação, bem como a de café, algodão e, em menor medida, a do resto dos produtos agrícolas do país.
A uniformidade da moeda e a primeira lei sobre aposentadoria dos funcionários públicos foram conseguidas em 1835. Ao terminar seu mandato, Santander tinha zerado o défice público.

#### Relações exteriores
A preocupação principal da diplomacia granadina foi garantir o reconhecimento da nação no exterior. Durante o mandato de Santander, se continuou estimulando a marinha mercante, se firmou o primeiro tratado de amizade com a também nascente Venezuela (1833) e se conseguiu o reconhecimento do país pela Santa Sé, tendo sido a primeira nação da América Hispânica a consegui-lo (1835).

#### Oposição
A adoção pelos colégios de textos do liberal inglês Jeremy Bentham e as medidas abertamente liberais e progressistas que o governo começou a adotar provocaram a reação dos setores mais moderados dos civilistas, encabeçados pelo ex-vice-presidente José Ignacio de Márquez, que se converteram, junto com redutos bolivarianos, na oposição ao governo. Este grupo foi, posteriormente, chamado de "grupo dos ministeriais", dando origem finalmente ao Partido Conservador Colombiano. Os setores mais progressistas, encabeçados por Vicente Azuero e José María Obando, entre outros, continuaram apoiando o governo de Santander e se converteram no Partido Liberal Colombiano.

### Fatos pós-governo e morte
Santander rejeitou uma reeleição. Neste período, Santander se queixava de fortes cólicas, mas os médicos não conseguiam encontrar a razão de suas dores. Santander se tornou senador e presidente do congresso de Nova Granada. Liderou a oposição ao governo de José Ignacio de Márquez. Quando se preparava para iniciar, com um discurso, sua campanha para reeleição, caiu gravemente enfermo e faleceu em Bogotá em 6 de maio de 1840, com 48 anos de idade. Sua autópsia revelou, além de duas feridas de bala e uma de lança, que morreu por causa de colelitíase, que era a razão de suas cólicas. Seus restos mortais se encontram no Cemitério Central de Bogotá.

## Homenagens
- em sua homenagem, a escola mais importante da Polícia Nacional da Colômbia se chama Escola de Cadetes da Polícia General Francisco de Paula Santander.
- o departamento em que nasceu ganhou o nome de Norte de Santander. O departamento ao sul ganhou o nome de Santander. O nome do município de Santander de Quilichao também homenageia Santander.
- o rosto de Santander está ou já esteve estampado nas notas de um, cem, quinhentos e 2 000 pesos colombianos.
- no seu município natal, existe uma estátua de bronze de nove metros de altura representando Santander no parque Grã-Colômbia.
- na ponte de Boyacá, existe uma estátua representando Santander.
- em seu local de nascimento, se localizam a Casa Museu Santander e a Academia de História.
- existem muitos parques na Colômbia com o nome Santanderː por exemplo, o localizado no Centro de Bogotá.
- no Palácio da Justiça de Bogotá, se encontra, inscrita, uma das frases mais famosas de Santanderː "colombianos, as armas lhes deram a independência, as leis lhes darão a liberdadeǃ"
- a Universidade Nacional da Colômbia teve, de 1940 até 1976, uma escultura de Luis Pinto Maldonado representando Santander na Praça Francisco de Paula Santander.
- o governo premia entidades com uma condecoração intitulada Francisco de Paula Santander.
- a Colômbia se une ao estado de Táchira, na Venezuela, através da ponte internacional Francisco de Paula Santander e da ponte internacional Simón Bolívar.
- no município de Ocaña (Norte de Santander), onde ocorreu a convenção de 1828, se encontra um busto de Santander e um parque chamado parque Santander.
- Cúcuta possui a Universidade Francisco de Paulo Santander.